# Kościół Narodzenia Najświętszej Maryi Panny w Borzęcinie
Kościół Narodzenia Najświętszej Maryi Panny – rzymskokatolicki kościół parafialny należący do parafii pod tym samym wezwaniem (dekanat Szczepanów diecezji tarnowskiej).
Budowa obecnej świątyni została rozpoczęta w 1612 roku albo co bardziej pewne w 1680 z inicjatywy ówczesnego proboszcza Krzysztofa Rogozińskiego. W 1802 roku świątynia została zniszczona przez pożar, przedłużająca się odbudowa zakończyła się dopiero w 1854 roku. Wówczas również biskup tarnowski Józef Alojzy Pukalski konsekrował kościół. Na początku XX wieku świątynia była już za mała dla coraz liczniejszej parafii. W związku z tym w latach 1912–1917 została gruntownie przekształcona i rozbudowana według projektu architekta Jana Sas-Zubrzyckiego. Budowa wieży została zakończona w 1922 roku.
Jest to budowla eklektyczna z pozostałościami architektury barokowej i posiadająca bogaty detal architektoniczny. Wybudowano ją z cegły i kamienia. Świątynia jest trzynawowa, bazylikowa, posiada prezbiterium zamknięte trójbocznie, przy którym od strony południowej umieszczona jest zakrystia, natomiast od strony północnej kaplica, zamknięta trójbocznie, funkcjonująca jako przedłużenie nawy bocznej. Po bokach korpusu są umieszczone dwie symetryczne kaplice, zamknięte trójbocznie, natomiast z przodu przedsionek poprzedzony okazałą wnęką na portal, po którego lewej i prawej stronie znajdują się składzik od strony północnej i wysoka wieża od strony południowej. Wieża jest podzielona na kilka kondygnacji o niejednakowej wysokości, nakryta baniastym dachem hełmowym z latarnią, flankowanym czterema wieżyczkami narożnikowymi, zakończonymi baniastymi dachami hełmowymi. Fasada jest zwieńczona neorenesansowym szczytem, dwustrefowym z podziałami arkadowymi, niżej znajduje się rozeta. Portal główny jest neoromański i podparty dwiema kolumnami, jest ozdobiony płaskorzeźbą Błogosławiącego Chrystusa w tympanonie. Nawa i prezbiterium są nakryte dachami dwuspadowymi, nad nawą jest umieszczona wieżyczka na sygnaturkę o barokowej formie z latarnią. Nawy boczne i przybudówki od frontu nakryte są dachami pulpitowymi, kaplice boczne posiadają dachy namiotowe. We wnętrzu nad prezbiterium i nawą główną znajdują się sklepienia kolebkowe z lunetami, z przęsłami wydzielonymi gurtami, we wschodniej starszej części świątyni spływającymi na wydatne, zwielokrotnione pilastry trzymające belkowanie. Zamknięcie prezbiterium jest nakryte neogotyckim sklepieniem gwiaździstym. Nawy boczne nakrywają sklepienia krzyżowe z gurtami. Nawa główna otwiera się do naw bocznych półkolistymi arkadami. Polichromia figuralna, powstała w 1964 roku i jej autorem jest Paweł Mitka.
Ołtarz główny reprezentuje styl neobarokowy i został wykonany po 1945 roku, jest ozdobiony obrazem Matki Boskiej z Dzieciątkiem, namalowanym zapewne w XVI wieku, otoczonym miejscowym kultem. Na zasłonie jest umieszczony nowy obraz Chrystusa, z kolei w zwieńczeniu rzeźba Ukrzyżowania. Kościół posiada kilka ołtarzy bocznych: jeden w stylu późnobarokowym, powstały w 1. połowie XVIII wieku, następny wykonany w XIX wieku w tradycji barokowej zapewne przez Franciszka Wyspiańskiego, kolejne cztery w stylu neogotyckim i neoromańskim powstały w XX wieku i ich twórcą jest Stanisław Rogóż. W jednym z ołtarzy znajduje się późnogotycka rzeźbiona Pietà powstała w 1. połowie XVI wieku. W tęczy jest umieszczona rzeźbiona grupa Ukrzyżowania, późnobarokowa, pochodząca z XVIII lub XIX wieku. Chrzcielnica marmurowa, barokowa pochodzi z 2. połowy XVII wieku. Organy o 23 piszczałkach zostały wykonane przez firmę Rieger-Jaegerndorf w 1926 roku. Świątynia posiada także rzeźby: cztery krucyfiksy, w tym trzy barokowe z XVII–XIX stulecia i jeden ludowy oraz św. Sebastiana z 2. połowy XIX stulecia. Dzwony kościół posiada trzy: jeden odlany zapewne w 1661 roku, pozostałe dwa powstały w 1938 roku w wytwórni dzwonów Szwabe w Białej.